# Patrick Marber
Patrick Marber (ur. 19 września 1964 w Londynie) – brytyjski pisarz, scenarzysta.

## Życiorys
Ukończył Wadham College w Oksfordzie.
Początkowo występował jako aktor specjalizujący się w monologach komediowych. W późniejszym czasie zainteresował się dramatopisarstwem. Jego pierwszą sztuką było Dealer's Choice (1995), wystawiana początkowo w Royal National Theatre, a następnie na West Endzie. Utwór ten doczekał się adaptacji na całym świecie (m.in. w Nowym Jorku, Melbourne, Berlinie, Wiedniu i Zurychu).
Druga sztuka Marbera Bliżej (Closer) miała premierę w Royal National Theatre w maju 1997. Utwór stał się międzynarodowym przebojem i doczekał się adaptacji w ponad stu miejscach na całym świecie i w przeszło trzydziestu językach (w Polsce m.in. w reżyserii Marty Ogrodzińskiej na Scenie Margines Teatru im. Jaracza w Olsztynie, Karoliny Szymczyk w Teatrze Nowym w Łodzi, Norberta Rakowskiego w Teatrze Współczesnym w Szczecinie, Kuby Kowalskiego w Teatrze Nowym w Krakowie, a także Marcina Sosnowskiego w Teatrze Ateneum w Warszawie). W 2001 w Royal National Theatre miała swą premierę sztuka Howard Katz.
Oprócz reżyserowania własnych sztuk Marber wyreżyserował także 1953 Craiga Raine’a, Blue Remembered Hills Dennisa Pottera, The Old Neighbourhood David Mameta czy The Caretaker Harolda Pintera. Dał się także poznać jako aktor w sztuce Davida Mameta Speed-the-Plow wyreżyserowanej przez Petera Gilla oraz w rozlicznych produkcjach filmowych.
W 2004 dokonał adaptacji swojej sztuki Bliżej na potrzeby kina. Film Bliżej wyreżyserowany przez Mike’a Nicholsa z Natalie Portman, Julią Roberts, Jude’em Lawem oraz Clive’em Owenem w rolach głównych okazał się sukcesem i został nominowany do wielu nagród. Obecnie w trakcie realizacji są kolejne dwa filmy, których scenariusze adaptował Marber na podstawie Asylum Patricka McGratha oraz Notes on a Scandal Zoe Heller.